# イスルイン物語
イスルイン物語とは、2018年11月よりエシュルン出版より発行されている、F.エフライムにより日本語で執筆されたファンタジー小説。
書籍と電子書籍にて出版されている。
作者のF.エフライムは、国籍・性別・素性やその他プロフィールはほとんど未公開の覆面作家である。

## 概要
「イスルイン物語」は、「エデン」を舞台に繰り広げられるハイ・ファンタジー小説である。キリスト教の聖典である旧約聖書・新約聖書をファンタジーとして再現したような形で展開されているため、物語の展開そのものは聖書に準じて構成されている。 聖書に記述のある民族観が、「エルフ」や「ドワーフ」といった存在に喩えられて展開していく。「エデン」は旧約聖書の『創世記』2章8節から3章24節に登場する理想郷のヘブライ語・ギリシャ語読みの名称であるが、イスルイン物語中の「エデン」はそれをオマージュした別世界として描かれる。また、「イスルイン」は物語中の人名と民族名の呼称であり、エルフ語から着想を得ている用語である。 

### 「預言されし王」シリーズ
全2巻。聖書のヨハネの福音書をベースに、マタイの福音書、マルコの福音書、ルカの福音書などの出来事が入れ込まれた構成になっている。エルフ族が、いにしえの時代より神の契約を受け継いで救いを待ち望んでいる民族として描かれる。エルフはイスラエル、預言の王イェシュアはイエス・キリスト、漁師シリオンと弟アンディアはペトロとアンデレ、洗礼者は洗礼者ヨハネ、ヴォルフ卿はヘロデ王など、聖書の記録によって広く知られている人物がモデルになっている。

### 「約束の地　クラムドール」シリーズ
全5巻。モーセ五書をベースに構成されている。 

### 「王国の誕生」シリーズ
全4巻。ヨハネの黙示録をベースに構成されている。

## 書籍情報
- イスルイン物語 預言されし王 1巻、2018年11月15日、ISBN 978-4-909803-00-9
- イスルイン物語 預言されし王 2巻、2018年12月1日、ISBN 978-4909803-01-6
- イスルイン物語 約束の地クラムドール 1巻、2020年10月1日、ISBN 978-4-909803-03-0
- イスルイン物語 約束の地クラムドール 2巻、2020年10月1日、ISBN 978-4-909803-04-7
- イスルイン物語 約束の地クラムドール 3巻、2020年10月1日、ISBN 978-4-909803-05-4
- イスルイン物語 約束の地クラムドール 4巻、2020年10月1日、ISBN 978-4-909803-06-1
- イスルイン物語 約束の地クラムドール 5巻、2020年10月1日、ISBN 978-4-909803-07-8
- イスルイン物語 王国の誕生 1巻、2021年8月29日、ISBN 978-4-909803-08-5
- イスルイン物語 王国の誕生 2巻、2021年8月29日、ISBN 978-4-909803-09-2
- イスルイン物語 王国の誕生 3巻、2021年8月29日、ISBN 978-4-909803-10-8
- イスルイン物語 王国の誕生 4巻、2021年8月29日、ISBN 978-4-909803-11-5